# Uchtspringe
Uchtspringe là một đô thị thuộc huyện Stendal, bang Sachsen-Anhalt, Đức. Đô thị Uchtspringe có diện tích 10,74 km², dân số thời điểm ngày 31 tháng 12 năm 2006 là 1385 người.